# Агеляйчяй
Агеляйчяй — село у Литві, Расейняйський район. 1959 року в Агеляйчяї проживало 116 людей, 2001-го — 26.
| Литва | Це незавершена стаття з географії Литви. Ви можете допомогти проєкту, виправивши або дописавши її. |